# Jacques Sevin
Jacques Sevin, né à Lille le 7 décembre 1882 et mort à Boran-sur-Oise le 19 juillet 1951, est un prêtre jésuite français déclaré vénérable par le pape Benoît XVI le 10 mai 2012.
Il est l'un des cofondateurs, en 1920, avec le chanoine Cornette et d'autres pionniers, des Scouts de France, ainsi que de l’Office international des Scouts catholiques.
En 1944, Jacques Sevin fonde une congrégation religieuse contemplative et missionnaire, la Sainte-Croix de Jérusalem, dont la spiritualité propre a puisé ses sources principales dans la famille ignatienne et le scoutisme. Cette congrégation, appliquant les valeurs pédagogiques prônées par Jacques Sevin, est tout particulièrement engagée dans l'éducation des jeunes. Elle exerce également son apostolat au-delà des frontières françaises : en Terre sainte, au Tchad et au Chili.
En 1950, Jacques Sevin fête son jubilé de 50 ans de vie religieuse. Un an après, il meurt à l'issue d'une messe, tenant son crucifix en disant « Lui, c'est mon compagnon ! ».

## Biographie

### Jeunesse

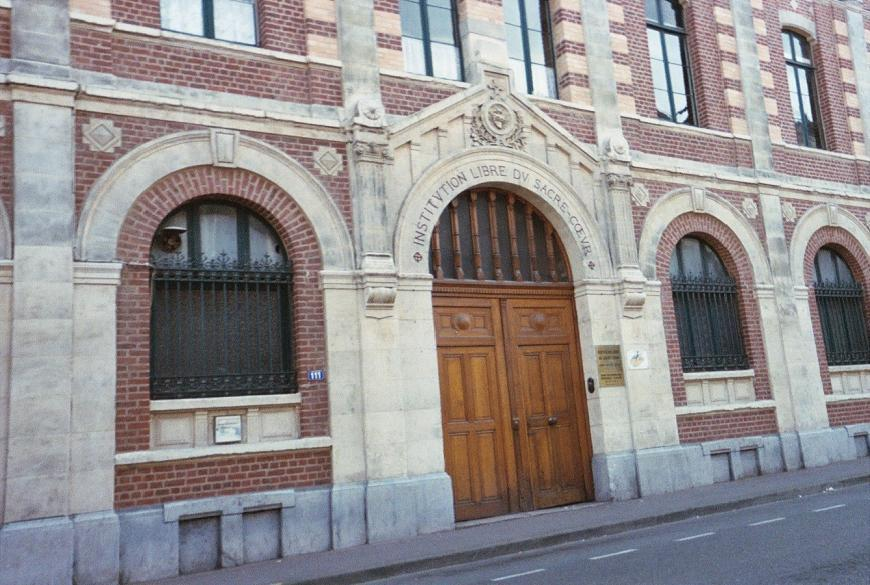
Entrée de l'Institution libre du Sacré-Cœur à Tourcoing.

Jacques Sevin est le fils d'Adolphe Sevin (courtier assermenté) et de Louise Hennion. Ses premières années se déroulent entre Tourcoing, où il est élève à l'Institution libre du Sacré-Cœur, et Dunkerque.
En 1892, il est pensionnaire en sixième au collège jésuite de la Providence, à Amiens. Le père Duvocelle, son professeur, emploie des méthodes pédagogiques originales. Sa classe est divisée en deux camps, représentés par deux frégates : L'Alerte et La Joyeuse, et aux murs resplendissent les armoiries d’un ordre de chevalerie dans lequel chaque élève peut devenir successivement chevalier, baron, comte, marquis ou duc, et grand maître de l’ordre. Jacques Sevin y puise un enthousiasme certain pour la marine et la chevalerie, qu’il met plus tard à profit dans le scoutisme.
Selon son carnet personnel, Jacques Sevin déclare une vocation religieuse dans son adolescence. À l'âge de 18 ans, alors qu'il est en classe de philosophie, et que son père refuse catégoriquement qu'il s'engage dans la Marine, il fait une retraite spirituelle prêchée par le père Aloys Pottier, confirmant son envie personnelle de se consacrer à Dieu.
Après son baccalauréat obtenu en 1900, il commence une licence d’anglais à l’université catholique de Lille, qu'il interrompt dès la première année pour entrer au noviciat.

### Jésuite
Le 3 septembre 1900, Jacques Sevin entre au noviciat de Saint-Acheul, ses parents ayant répondu favorablement à la lettre par laquelle il leur demandait de rester sans revenir faire d’adieux. Après les lois anticléricales de 1880 et de 1901, les jésuites sont obligés de quitter la France, comme toutes les autres communautés religieuses. Jacques Sevin continue son noviciat à Arlon, dans le Luxembourg belge, à partir de septembre 1901. Le 5 septembre 1902, Jacques Sevin prononce ses vœux perpétuels de jésuite, c'est aussi à ce moment qu'il reçoit son crucifix qu'il ne quittera plus. Au cours de son séminaire, Jacques Sevin se lie d'amitié avec Paul Doncœur, le futur aumônier des clans d'Île-de-France.

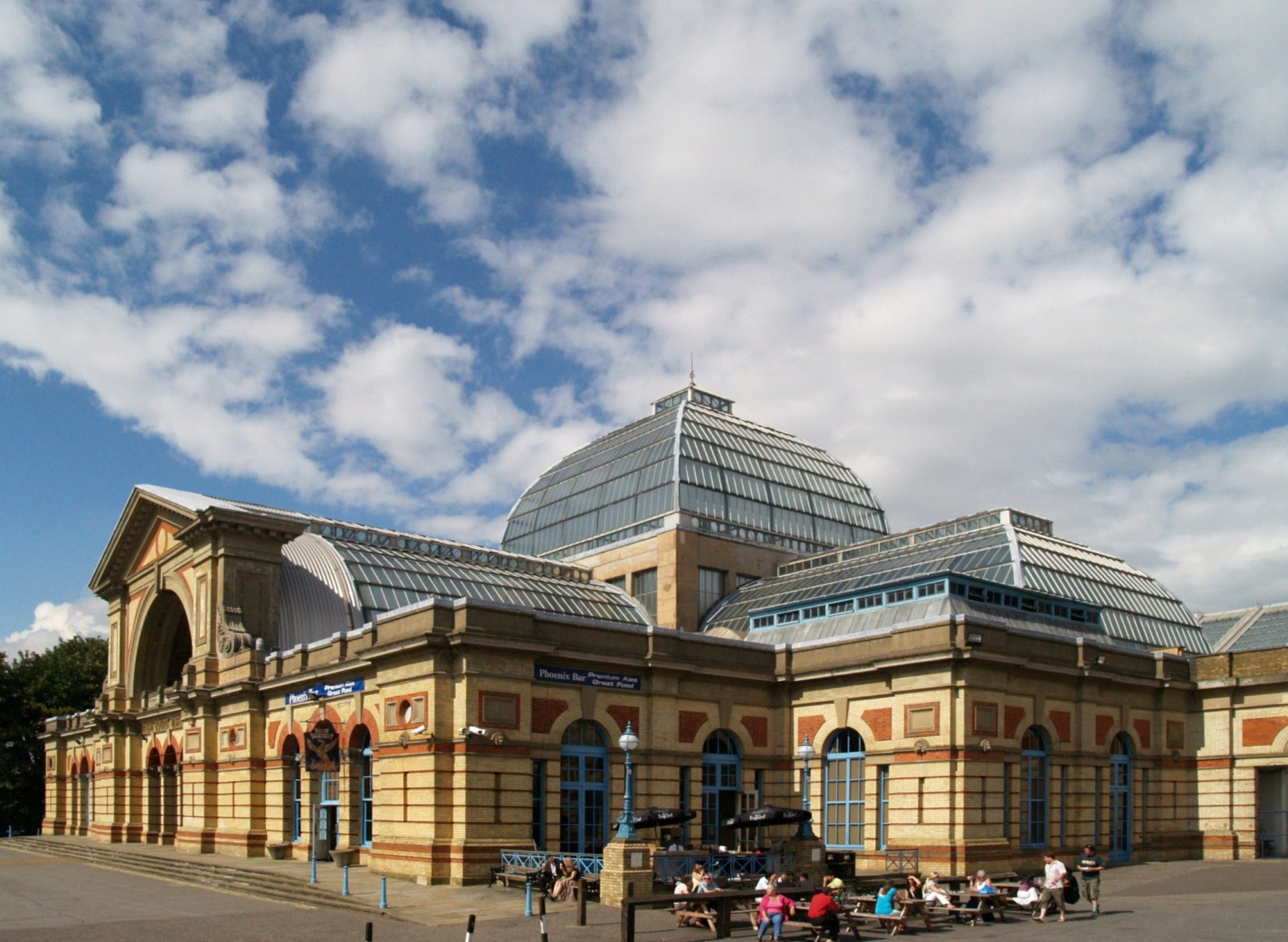
L'Alexandra Palace où Jacques Sevin rencontra Baden-Powell en 1913.

Pendant ce temps au Royaume-Uni, le scoutisme se développe ; le camp expérimental de Robert Baden-Powell sur l’île de Brownsea, en Angleterre, se tient en 1907. En 1913, à la suite de deux articles de la revue jésuite Études, défavorables au scoutisme en France, Jacques Sevin obtient la permission d’aller outre-Manche pour voir « ce qu'il en est ». L'une des premières troupes scoutes campe à Roehampton, près d'un lieu de repos des jésuites français.
Jacques Sevin profite des vacances d'été pour constater ce qu'est réellement le scoutisme. Il en profite aussi pour s'entretenir avec les évêques sur place, comme l'évêque auxiliaire Joseph Butt et le cardinal Francis Bourne, archevêque de Westminster, qui l'introduisent au Q.G des Scouts. Le 20 septembre 1913, au Rallye du District Nord de Londres à l’Alexandra Palace, il rencontre pour la première fois Baden-Powell. C'est ce jour-là qu'il forme la résolution de fonder les scouts catholiques en France.

### Scoutisme
Lorsque la Première Guerre mondiale éclate, Jacques Sevin n’est pas mobilisable, ayant été exempté du service militaire en 1902. Il est contraint de demeurer en Belgique pendant la guerre. En 1914, il est ordonné prêtre ; en raison de la guerre, sa famille ne peut être présente à ses côtés. En 1916, il est nommé professeur de première au collège du Tuquet à Mouscron, ville belge à la frontière française. Huit jours après son arrivée à Mouscron, les Allemands ferment le collège où il enseignait pour le transformer en hôpital militaire.
Jacques Sevin doit donc se consacrer à une nouvelle occupation et c'est tout naturellement qu'il songe à s'occuper de scoutisme. Dès lors, il commence ses premières expériences en lien avec le scoutisme avant de rédiger sa première version du livre Le Scoutisme, Études et Applications.

#### La première troupe de Mouscron
Entre 1917 et 1919, Jacques Sevin complète son livre majeur Le Scoutisme, étude documentaire et applications et met en œuvre ses préceptes en fondant, en 1917, la première troupe scoute catholique à Mouscron. Il est aidé dans son entreprise par Gustave Fache qui devient le premier « scoutmestre ». Peu à peu, les deux hommes vont développer la troupe et adapter la théorie reçue de Baden-Powell aux garçons qui leur sont confiés.
Les textes fondateurs des Scouts de France : la promesse, la prière scoute, la loi scoute, sont rédigés durant cette période. Il dessine aussi l'insigne d'origine (que les scouts porteront plus tard au chapeau dit les « 4 bosses » et sur le cœur).
Il adapte une prière attribuée à saint Ignace de Loyola, fondateur de la Compagnie de Jésus, devenue la « prière scoute » : « Seigneur Jésus, apprenez-nous à être généreux, à vous servir comme vous le méritez, à donner sans compter, à combattre sans souci des blessures, à travailler sans chercher le repos, à nous dépenser sans attendre d'autre récompense que celle de savoir que nous faisons votre sainte volonté. Amen. ».
Cette première troupe étant clandestine, elle ne possédait pas d'uniforme, ne pouvait effectuer de camp et les programmes étaient revus et retravaillés pour les adapter aux garçons. Il faut attendre 1919 pour que la troupe soit officiellement créée et que les scouts revêtent des uniformes (commandés en Angleterre). Jacques Sevin reste en contact avec la première Mouscron jusqu'à la création officielle des Scouts de France.

#### Retour en France et bases du scoutisme français

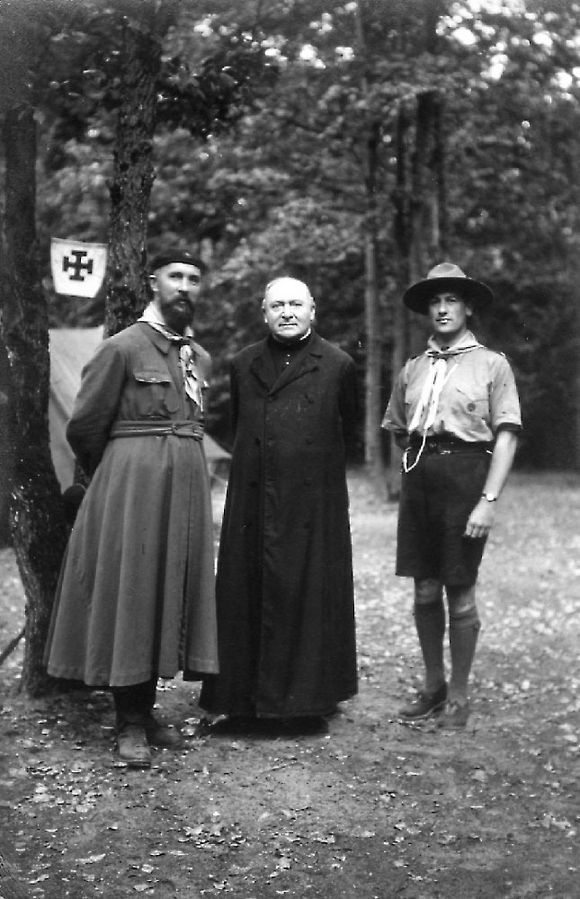
Jacques Sevin, Antoine-Louis Cornette et Édouard de Macedo vers 1920.

Progressivement, Jacques Sevin fait comprendre et accepter que la méthode scoute, fort décriée dans les milieux ecclésiastiques français de l'époque, correspond en tous points à une vision chrétienne de l'homme. En 1920, Jacques Sevin est muté par les jésuites à Paris, pour participer aux différentes réunions de chefs qui ont déjà tenté l'aventure scoute à la suite de la traduction de Scouting for boys. La fondation de l'Association des Scouts de France, en juillet 1920, lui permet de fédérer les expériences de scoutisme catholique qui existent en France depuis 1911 et il devient l'artisan d'une alliance entre le scoutisme de Baden-Powell et l'Évangile.
Les principaux acteurs de l'association des Scouts de France sont quatre ecclésiastiques : l'abbé de Grangeneuve (Vaillants compagnons de Saint-Michel), l'abbé Caillet (Intrépides), Antoine-Louis Cornette (Entraîneurs de Saint-Honoré-d'Eylau), et Jacques Sevin, ainsi que trois laïcs : Lucien Goualle, Henry Gasnier et Édouard de Macedo. Leurs réunions poursuivent l'objectif de poser les différentes bases de la future fédération des Scouts de France. Entre-temps, Jacques Sevin demande au général Louis de Maud'huy d'être le premier président du scoutisme catholique. Le 25 juillet 1920, la rédaction des statuts est achevée, et l'association est officiellement lancée. Cette reconnaissance officielle permet à une délégation des Scouts de France de participer au Jamboree mondial de 1920. Dans cette délégation, deux créateurs des Scouts de France sont présents : Édouard de Macedo (dont le totem est Hibou Pacifique) et Jacques Sevin (totémisé Renard Noir) nommé secrétaire général et commissaire général.

#### Essor du scoutisme français

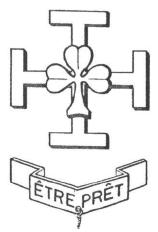
Premier insigne de promesse des Scouts de France.

Grâce à sa stricte conformité avec la religion, le scoutisme français est officiellement reconnu par la hiérarchie catholique. En janvier 1921, le cardinal Louis-Ernest Dubois, archevêque de Paris, approuve la création de la Fédération des Scouts de France. Puis, en mars 1922, la Fédération reçoit « l'approbation très expressément encourageante du pape Pie XI ».
Au mois de juillet 1921, au camp interfédéral, Baden-Powell décerne à Jacques Sevin le Loup d'argent, la plus haute récompense du scoutisme.
La revue Le Chef est lancée sur une idée d'Édouard de Macedo et du commissaire d'Alsace ; ils chargent Jacques Sevin d'en assurer la rédaction pour permettre la formation continue des chefs qui sont de plus en plus nombreux. Il en commence la publication en 1921. Le recueil de ses articles formera, plus tard, l'ouvrage Pour penser scoutement.
« La rencontre entre la méthode scoute et les intuitions du P. Sevin, a permis d'élaborer une pédagogie basée sur les valeurs évangéliques, où chaque jeune est conduit à s'épanouir et à développer sa personnalité en faisant fructifier les talents qu'il porte en lui »,.

#### Création du camp-école de Chamarande

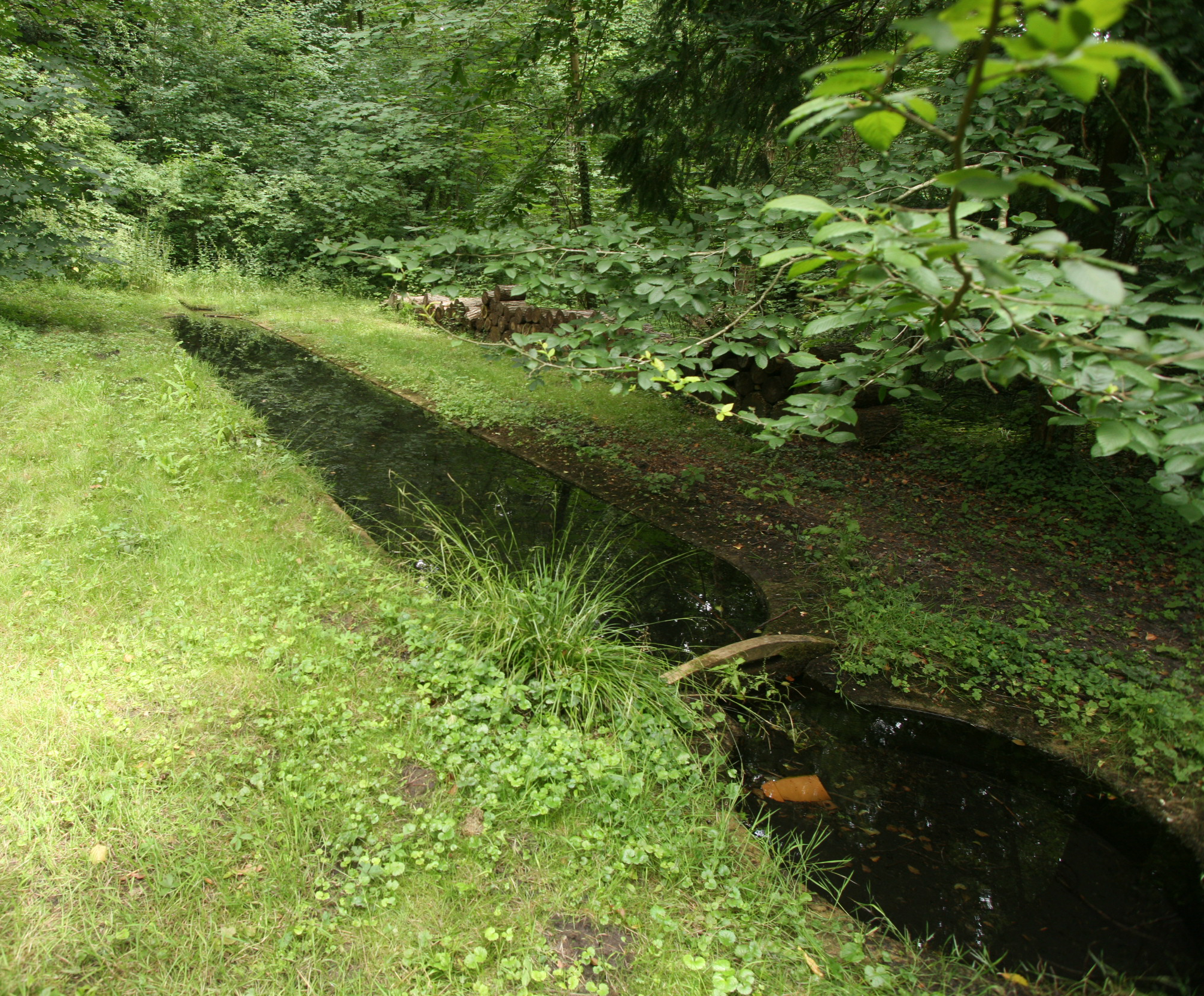
Lavoir de Chamarande qui fut utilisé lors des camps scouts.

Jacques Sevin est chargé d'organiser le camp national des Scouts de France qui a lieu du 31 juillet au 10 août 1922 dans le parc du château de Chamarande. Tout en s'occupant des 600 garçons présents, les chefs des différentes troupes en viennent rapidement à échanger leurs idées sur la méthode et les pratiques. À la fin de ce camp, Jacques Sevin part suivre le cours du Gilwell Park (centre de formation fondé par Baden-Powell). Il en revient avec le titre de « Deputy Camp Chief » pour ouvrir des camps de formation dans la lignée de Gilwell. C'est la première personne non anglaise qui obtient l'autorisation de créer un camp de formation. En 1923, s'ouvre donc le premier camp de formation à Chamarande. Jacques Sevin est le « scoutmestre » assisté de Paul Coze et de Michel Blanchon. Par esprit de fraternité, les chefs qui y viennent décousent leurs insignes, portent le foulard gris et l'insigne de la 1re Chamarande. Jacques Sevin bénéficie d'une dérogation de sa hiérarchie l'autorisant à porter de temps en temps l'uniforme scout au lieu de sa soutane. Il institue aussi la tradition de clore le camp de formation par le chant des Adieux. À la fin du premier « Cham », Jacques Sevin et Édouard de Macedo retournent ensemble à Gilwell pour suivre le cours de formation en louvetisme, sous la direction de Vera Barclay. Ils obtiennent le titre d'« Akela Leader » qui leur permet d'ouvrir une branche du louvetisme à Chamarande. Durant ses années à Chamarande, Jacques Sevin a formé : Georges Tisserand, Pierre Delsuc, Marc-Armand Lallier, Madeleine Delbrêl.
Pour des raisons longtemps mal connues, il est évincé en 1933 de sa dernière fonction, celle de commissaire à la formation des chefs (revue et camp-école de Chamarande). On a longtemps cru à des questions de personne, mais ce fut, plus fondamentalement, à cause d'oppositions ecclésiastiques contre ses projets d'ordre scout — comme l'a révélé l'enquête historique du procès canonique en vue de sa béatification — que Jacques Sevin a présenté sa démission le 24 mars 1933.

### La Sainte-Croix de Jérusalem et son œuvre
Jacques Sevin portait en lui un autre projet, en lien avec la famille ignatienne, qui voit le jour en 1944 : la fondation d'une congrégation religieuse contemplative et missionnaire, la Sainte-Croix de Jérusalem, dont la spiritualité propre a trouvé ses sources principales chez saint Ignace, les deux saintes du Carmel Thérèse d'Avila et Thérèse de Lisieux, ainsi que dans les préceptes du scoutisme, et qui est tout particulièrement engagée dans l'éducation des jeunes.
En 1935, Jacques Sevin rencontre, lors d'une retraite de cheftaines en Anjou, Jacqueline Brière, cheftaine de louveteaux à Saumur qui lui permet de faire éclore son deuxième grand projet de vie. Les Dames de la Sainte-Croix de Jérusalem naissent en 1944, et Jacqueline Brière en est la première supérieure. Fondée à Issy-les-Moulineaux, la petite communauté initiale d'une demi-douzaine de religieuses s'accroît rapidement pour compter une vingtaine de sœurs. En 1949, le prieuré est déplacé à Boran-sur-Oise où il existe encore en 2020.
L'institut de vie consacrée « Sainte-Croix de Jérusalem » est reconnu par l'Église comme congrégation de droit diocésain en 1963. Sa mission s'étend en Terre sainte (à Taybeh et à Jérusalem), au Chili (à Graneros) et au Tchad (à Bitkine).
L'action éducative de la congrégation à « La Maison française », collège et lycée catholiques sous contrat est particulièrement porteuse de sens. Fondée en 1948, elle a pour vocation de donner « une éducation dans une atmosphère familiale pour amener chaque jeune à se forger lui-même une personnalité chrétienne, à devenir une personne de caractère capable de prendre dans sa profession, dans la cité et dans la vie sociale, les responsabilités que requiert le monde d’aujourd’hui… ».

### Dernières années
En 1950, Jacques Sevin fête son jubilé de 50 ans de vie religieuse.
Son dernier message aux religieuses de Boran-sur-Oise est : « Soyez toutes des saintes, il n'y a que cela qui compte ».

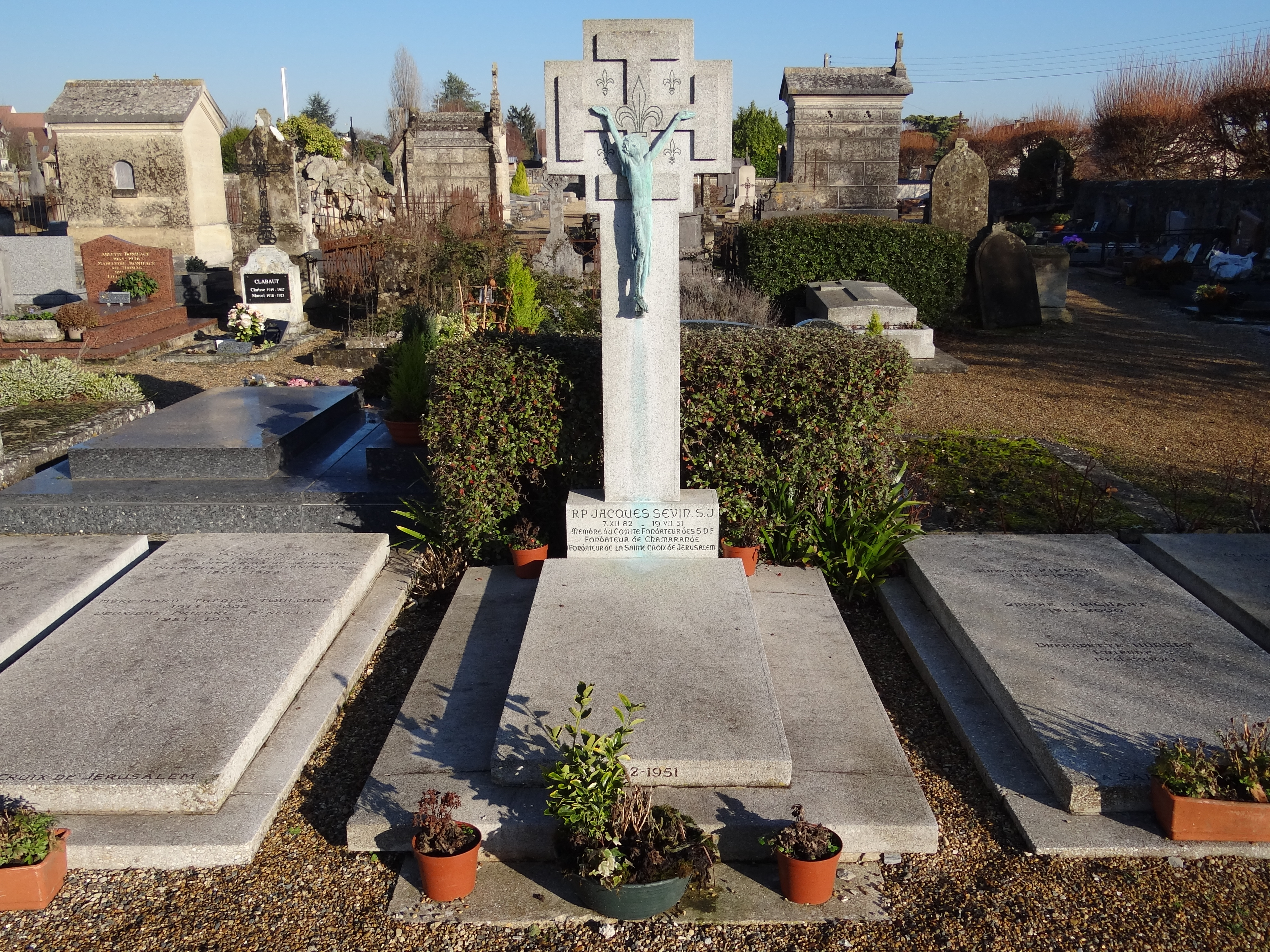
La tombe de Jacques Sevin au cimetière de Boran-sur-Oise (Oise).

Il meurt le 19 juillet 1951 après la messe, tenant son crucifix en disant « LUI, c'est mon Compagnon ! ».

## Cause de béatification
La cause de béatification de ce serviteur de Dieu a été introduite à Rome en 1989 par les sœurs de la Sainte-Croix de Jérusalem. Le prêtre Jacques Gagey est postulateur de la cause de Jacques Sevin, avec le cardinal Marcello Semeraro, Préfet du Dicastère pour la Cause des Saints.
Le 10 mai 2012, le pape Benoît XVI annonce qu'il « autorise la Congrégation pour la Cause des Saints à promulguer le décret reconnaissant les vertus héroïques de Jacques Sevin », lui attribuant ainsi le titre de vénérable, première étape avant qu'il ne soit déclaré bienheureux.
Le 8 janvier 2021, le procès de béatification diocésain est clôturé et le procès est envoyé à Rome,.

## Publications

### Paroles du Chant des adieux
Jacques Sevin écrit en 1920 les paroles françaises de la célèbre ballade écossaise Auld Lang Syne sous le titre désormais connu des francophones : Ce n'est qu'un au revoir dont le refrain est, :
« Ce n'est qu'un au revoir, mes frères,

Ce n'est qu'un au revoir !

Oui, nous nous reverrons, mes frères,

Ce n'est qu'un au revoir ».

### Ouvrages
- Pour devenir Scout de France, t. I, Château-Gontier, Spes, 1930, 3e éd. (ASIN B0000DUU6P)
- Chamarande, Château-Gontier, Spes, 1934 (ASIN B007W224VC)
- Les chansons des Scouts de France, Château-Gontier, Spes, 1936 (ASIN B07K615DSD)
- Une flamme d'amour, Paris, Parole et Silence, coll. « HC Religieux », 1999, 82 p. (ISBN 978-2-91194-092-7)
- Pour penser scoutement, Paris, Les Presses d'Île-de-France, coll. « Fondateurs », 2001, réédition en 2019, 149 p. (ISBN 978-2-70888-176-1)
- Le Scoutisme, Paris, Les Presses d'Île-de-France, coll. « Fondateurs », 2012, 287 p. (ISBN 978-2-70888-142-6)
- Méditations scoutes sur l'Évangile, Paris, Les Presses d'Île-de-France, coll. « Fondateurs », 2013, 126 p. (ISBN 978-2-70888-147-1)
- Renard noir, fidèle et audacieux : 365 jours avec Jacques Sevin, Paris/58-Clamecy, Les Presses d'Île-de-France, 2018, 368 p. (ISBN 978-2-70888-171-6)